# Apostolos Pavlos
Apostolos Pavlos (in greco Απόστολος Παύλος?), traducibile in italiano come L'apostolo Paolo, è un ex comune della Grecia nella periferia della Macedonia Centrale di 8.579 abitanti secondo i dati del censimento 2001.
È stato soppresso a seguito della riforma amministrativa, detta Programma Callicrate, in vigore dal gennaio 2011 ed è ora compreso nel comune di Veria.